# جودیتا ریسونه
جودیتا ریسونه (ایتالیایی: Giuditta Rissone؛ ‏ ۱۰ مارس ۱۸۹۵ – ۲۲ ژوئن ۱۹۷۷) بازیگر اهل ایتالیا بود.
از فیلم‌هایی که وی در آن نقش داشته‌است، می‌توان به خاطرات دخترمدرسه‌ای، هشت‌ونیم، زنجیرهای ناپیدا، فقط تو را دوست دارم، داستان عشق و چهار قدم در ابرها اشاره کرد.